# Okrzeszyn (województwo dolnośląskie)
Okrzeszyn (niem. Albendorf) – wieś w Polsce, położona w województwie dolnośląskim, w powiecie kamiennogórskim, w gminie Lubawka, w tzw. Worku Okrzeszyńskim, nad potokiem Szkło, przy granicy polsko-czeskiej.

## Podział administracyjny
W latach 1975–1998 miejscowość należała administracyjnie do województwa jeleniogórskiego.

## Nazwa
12 listopada 1946 nadano miejscowości polską nazwę Okrzeszyn; wcześniej funkcjonowała nazwa Albinów.

## Położenie
Okrzeszyn leży w Sudetach Środkowych, w obniżeniu pomiędzy Górami Kruczymi a Zaworami. Jedyne połączenie z resztą kraju wiedzie przez Uniemyśl. Na południu, po stronie czeskiej leżą Petříkovice.

## Historia

### Średniowiecze
Okrzeszyn został założony prawdopodobnie przez Czechów w XI wieku. Według niepotwierdzonej legendy bracia Albert i Bertold Brueckne mieli w tej okolicy utworzyć hutę szkła, a po jej zniszczeniu, czy upadku, dwie wsie miały zostać nazwane od ich imion − Albendorf (Okrzeszyn) i Berthelsdorf (Uniemyśl). Miejscowość leżała na terenach, które na mocy układu z 23.08.1283 r. książę świdnicki Bolko I Surowy otrzymał od króla Czech Wacława II i wcielił do swego księstwa. Pod koniec XIII w. jako własność księstwa świdnickiego, został podarowany cystersom z Krzeszowa i pozostawał w ich posiadaniu aż do kasaty zakonu w 1810 roku. Cystersi otrzymali od księcia Bolka II przywilej na prowadzenie tu poszukiwań górniczych w 1343 r., jednak raczej nie prowadzono tu w tym czasie żadnych prac. W 1352 r. książę potwierdził ten przywilej. Opat Mikołaj II w roku 1362 wybudował we wsi kościół. Po śmierci księcia Bolka II i jego żony Agnieszki Habsburżanki wieś wraz z całym księstwem powróciła do Czech, jako wiano księżniczki świdnickiej Anny, małżonki cesarza Karola IV, pozostając nadal własnością klasztoru. Przed 1400 rokiem w Okrzeszynie było wolne sołectwo, należące do klasztoru, z którego pobierano aż 3 marki rocznego czynszu.

### XVII-XVIII w.
Protestantyzm nie przyjął się we wsi będącej we władaniu klasztoru. Na większą skalę Okrzeszyn zaczął się rozwijać dopiero w końcu XVII wieku, lub na początku XVIII wieku. Powstała tu szkoła katolicka, a podstawą rozkwitu wsi stało się tkactwo chałupnicze oraz wydobycie i obróbka kamienia. W 1765 r. wartość majątku klasztornego w Okrzeszynie wynosiła 6046 talarów. Mieszkało tu 33 kmieci, 6 zagrodników i 81 chałupników.

### Po XVIII w.
W XIX w. w Okrzeszynie znajdowała się kopalnia węgla kamiennego; w miejscowości funkcjonowała wówczas gorzelnia i browar. Upadek Okrzeszyna nastąpił po 1945 roku, kiedy zamknięto przejście graniczne, utrudniając tym samym ruch turystyczny.

## Ruda uranu
Od 1947 r. teren wokół Okrzeszyna był obiektem poszukiwań rud uranu. Częściowo uruchomiono kopalnię uranu Okrzeszyn.

## Koleje
Od 1889 r. Okrzeszyn stanowił stację końcową nieczynnej już linii kolejowej nr 330 wiodącej z Kamiennej Góry. Linia ta została zbudowana przez spółkę akcyjną Ziederthalbahn (pol. Kolejka Zadrnańska), po II wojnie światowej włączono ją w struktury PKP. Do 1954 r. kursowały na niej pociągi pasażerskie, a do 1959 r. – towarowe. Popadającą w ruinę trakcję kolejową rozebrano w 1973 roku. W północnej części wsi zachował się ceglany budynek stacyjny.

## Zabytki
Do wojewódzkiego rejestru zabytków wpisane są obiekty:
- kościół filialny pw. Narodzenia NMP, jednonawowy, barokowy z 1724 r., z wieżą z 1856 r., remontowany w początkach XX w. i w 1969 r.; wznosi się w górnej części miejscowości,
- kościół cmentarny pw. św. Michała Archanioła, renesansowo-barokowy, ruiny, z lat 1580–1585, przebudowany w 1736 roku, i w XIX w., salowy z wydzielonym prezbiterium,
- plebania, obecnie dom nr 16, z 1794 r.

Inne zabytki:
- kaplica Lutra
- Monolitowy krzyż kamienny, nieznanej daty ani pochodzenia. Pojawiająca się czasem hipoteza, że jest to tzw. krzyż pokutny, jest  wyłącznie przypuszczeniem nie opartym na żadnych dowodach i jest wyrazem zdarzającego się, nieuprawnionego utożsamiania wszystkich starych monolitowych kamiennych krzyży, z krzyżami pokutnymi.
- dwór nr 18, z 1794 r., późnobarokowy, nakryty dwuspadowym dachem naczółkowym,
- dawna stacja kolejowa, murowana z końca XIX w.

## Turystyka
Przez Okrzeszyn prowadzą szlaki turystyczne:
- zielony – szlak graniczny prowadzący wzdłuż granicy z Tłumaczowa do Przełęczy Okraj, wytyczony w 1993 r.
- niebieski – szlak łącznikowy, prowadzi od Przełęczy Chełmskiej do obniżenia pomiędzy Bogorią a Jańskim Wierchem

## Galeria

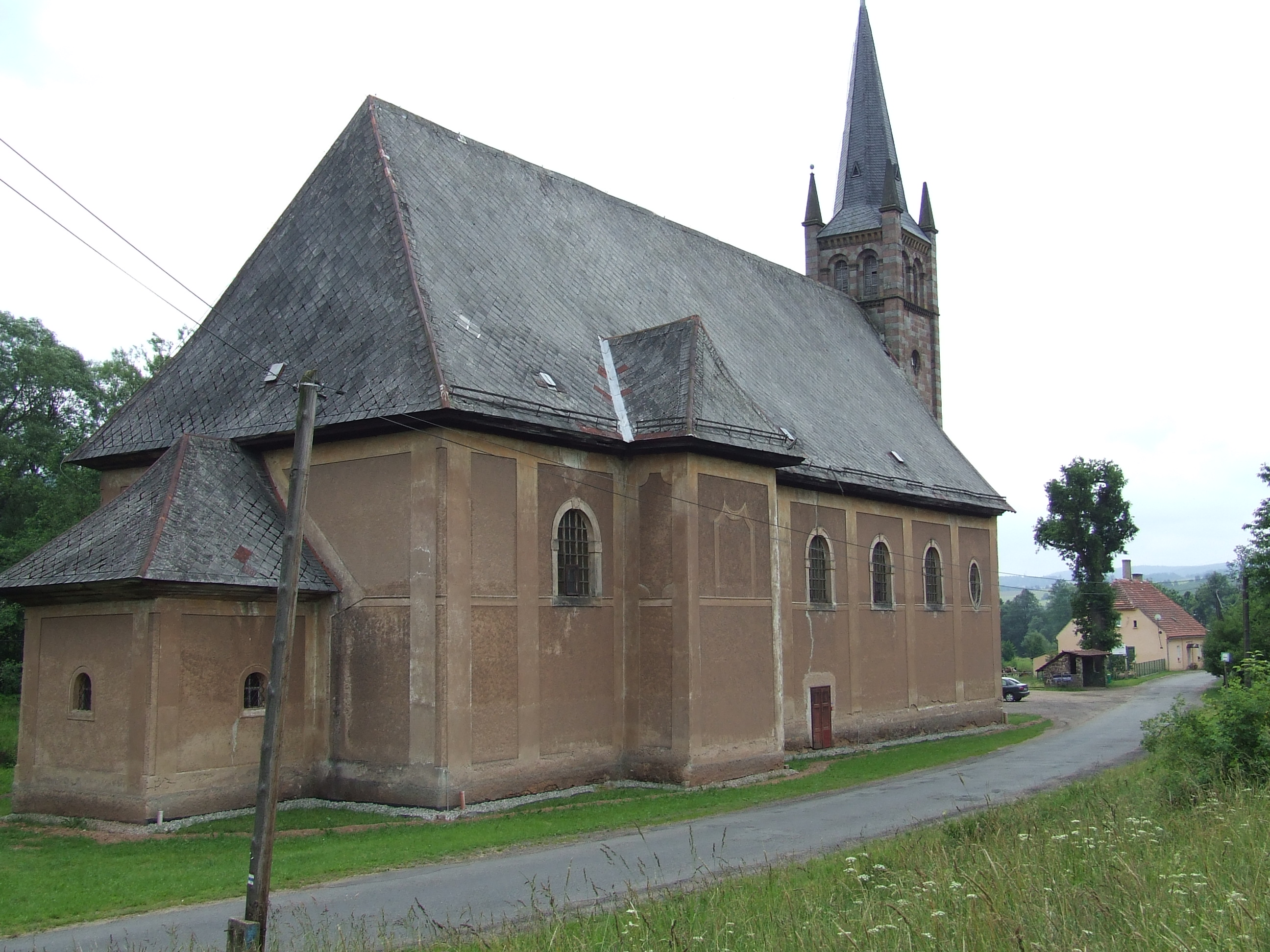
Kościół pw. Narodzenia Najświętszej Maryi Panny
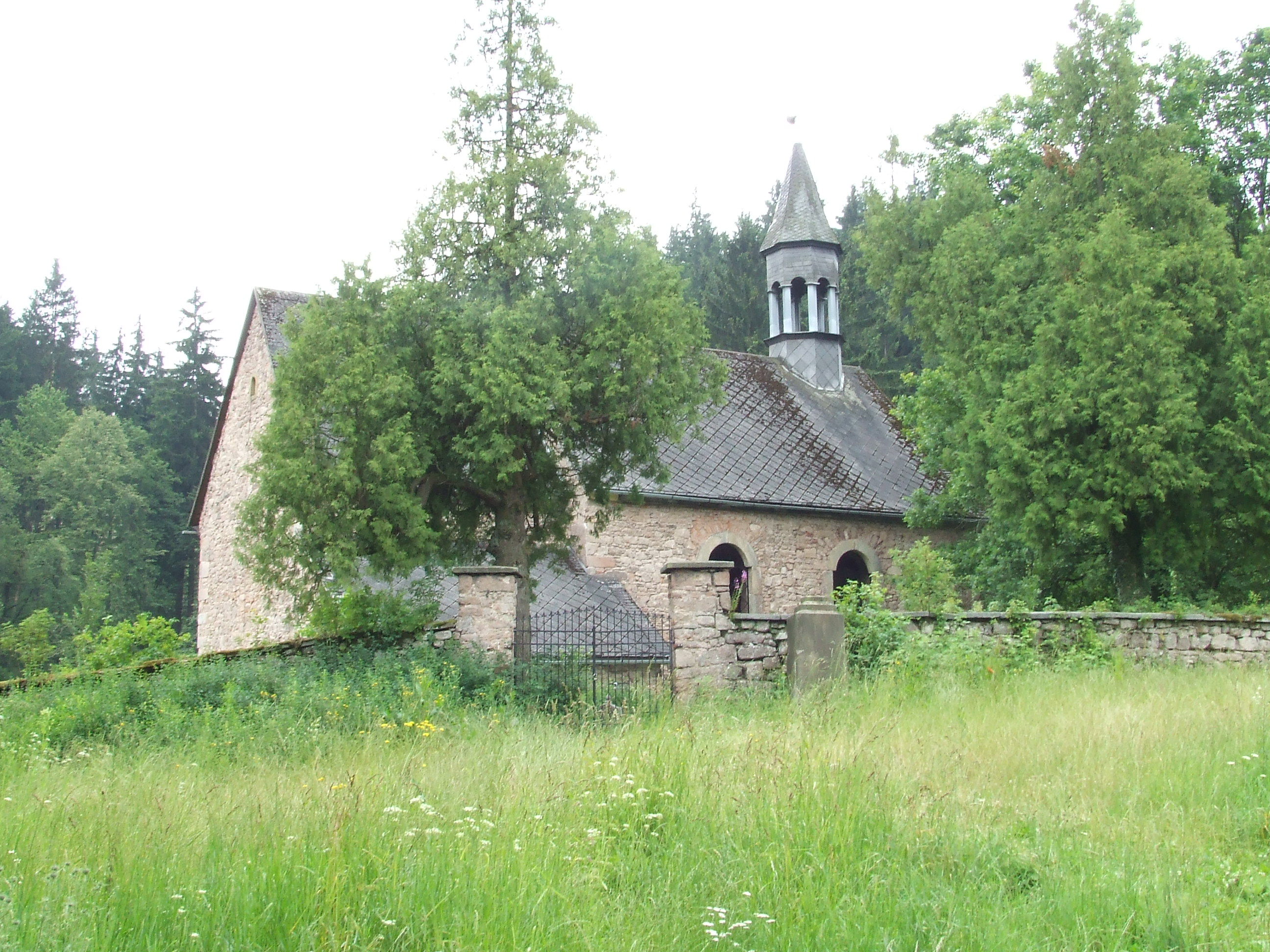
Kościół cmentarny pw. św. Michała
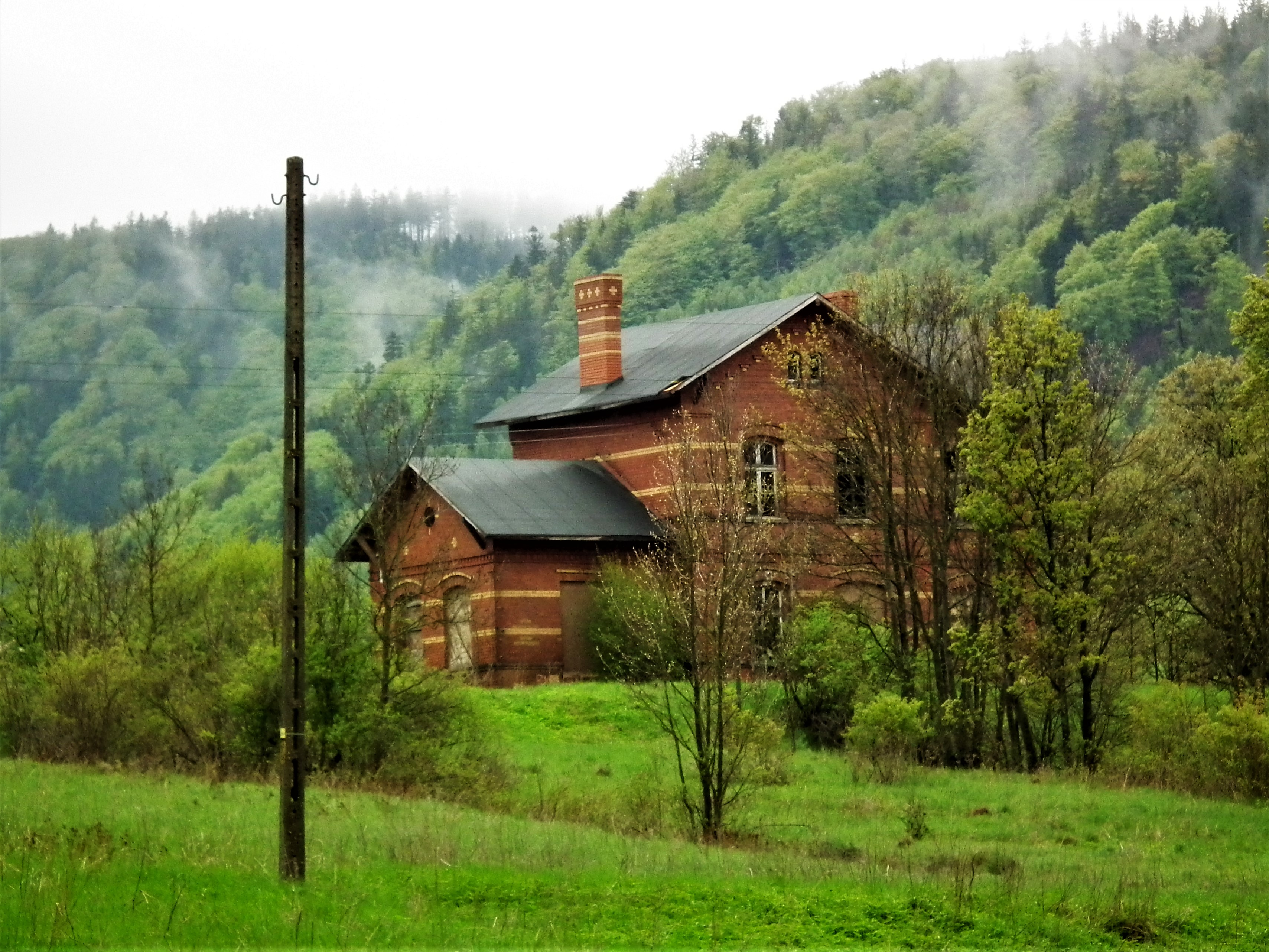
Dawny dworzec kolejowy